# Dezvoltare eco-industrială
Dezvoltarea eco-industrială este un cadru în care industria se poate dezvolta, reducându-și în același timp impactul asupra mediului.. Aceasta utilizează un ciclu de producție cu circuit închis  pentru a aborda o gamă largă de probleme de mediu, cum ar fi poluarea solului și a apei, deșertificarea, protejarea speciilor în pericol, gestionarea energiei, sinergia produselor secundare, eficiența resurselor, calitatea aerului etc.
Legăturile benefice dintre industrie, sistemele naturale, energie, materialele și comunitățile locale devin factori esențiali în proiectarea proceselor industriale de producție.
Abordarea în sine este în mare măsură voluntară și orientată spre piață, dar este adesea determinată de un tratament favorabil al guvernului sau de eforturile de cooperare pentru dezvoltare.

## Istoria
De la începutul anilor 1990, ideea de dezvoltare eco-industrială a evoluat din conceptul de simbioză biologică. Acest concept a fost creat de către ecologiștii industriali în căutarea unor abordări inovatoare pentru rezolvarea problemelor legate de deșeuri, lipsa de energie și degradarea mediului. Se utilizează o abordare continuă pentru îmbunătățirea atât a rezultatelor de mediu, cât și a celor economice.
În 1992,comunitatea internațională a început oficial cooperarea de dezvoltare pentru a susține protecția mediului pentru prima dată. La Conferința Națiunilor Unite privind Mediul și Dezvoltarea, din Rio de Janeiro, Brazilia, aproape 180 de state au semnat Declarația de la Rio din cadrul conferinței. Deși nu este obligatorie, Declarația de la Rio privind Mediul și Dezvoltarea a stabilit 27 de principii care să ghideze interconectarea sporită a cooperării pentru dezvoltare și durabilitate. În plus, redactarea documentelor a fost însoțită de o prezentare care descrie pentru prima dată ideea dezvoltării eco-industriale.
În următorii ani, dezvoltarea eco-industrială a devenit populară pe teritoriul Statelor Unite. Aleasă recent, Administrația Clinton a stabilit o întâlnire al reprezentanților lumii de afaceri, ai forței de muncă, guvernului și ai agențiilor de protecție a mediului pentru a dezvolta în continuare abordarea. Această întâlnire a stabilit ideea parcurilor eco-industriale, însă a realizat curând că, la început, trebuie realizat un management mai eficient al materiilor prime, energiei și deșeurilor.
De atunci, obiectivele generale și principiile de aplicare ale dezvoltării eco-industriale nu s-au schimbat prea mult și s-au adaptat la progresul tehnologic rapid.
În 2012 IGEP Foundation pentru promovarea comerțului, a publicat un raport numit Calea spre o dezvoltarea industrială ecologică în India– Concepte și cazuri.
Domeniul este cercetat de către Centrul Național pentru Dezvoltare Eco-Industrială, un proiect comun între Universitatea din California de Sud și Universitatea Cornell.

## Obiective și concepte
Obiectivul principal al dezvoltării eco-industriale este de a îmbunătăți semnificativ și de a continua atât performanța în afaceri, cât și a mediului. În acest context, noțiunea de industrie nu se referă numai la producția din sectorul privat, ci include și întreprinderea de stat, sectorul serviciilor și transportul. Orientarea geografică a dezvoltării eco-industriale se reflectă în mod specific în eco-industrial, deoarece seamănă în același timp cu ecologia (scăderea poluării și deșeurilor) și economia (creșterea succesului comercial). Pentru a construi un cadru de definire a performanței durabile a unei întreprinderi la nivel micro, optimizarea utilizării resurselor, minimizarea deșeurilor, tehnologii mai puțin poluante și limite de poluare sunt utilizate pentru atingerea unei game largi de obiective în dezvoltarea  eco-industrială :
- Eficiența utilizării resurselor minimizează consumul de energie, materiale, apă și transport. Acest lucru, la rândul său, reduce costurile de producție datorită economiilor în aproape toate domeniile de activitate
- Producția mai puțin poluantă este o măsură legată de mediu, care vizează reducerea sau chiar substituirea de toxine, de control al emisiilor sau re-utilizarea materialelor reziduale.
- Sursele regenerabile de energie atât în ceea ce privește utilizarea energiei, cât și a materialelor, elimină orice poluare prin intermediul combustibililor fosili.
- Ecologizarea clădirilor sau a siturilor de producție instalează standarde înalte de energie și de mediu, bazându-se pe inovații în arhitectura sau ingineria verde. În plus, proiectarea noilor clădiri și a infrastructurii poate spori semnificativ calitatea vieții în comunitățile învecinate.
- Sisteme de management de mediu , cum ar fi ISO 14000 asigură o îmbunătățire continuă prin audituri periodice și stabilirea progresivă a obiectivelor de mediu.
- Planificarea ecologică a sitului poate combina fiecare dintre aceste aspecte, dezvoltând o înțelegere clară a capacităților sistemului aerian, apei și a solului în întregul ecosistem din jur.

Prin urmare, dezvoltarea eco-industrială explorează posibilitatea îmbunătățirii la nivel local. În analizele unice de la caz la caz, se investighează o anumită geografie, potențialul uman sau climatul de afaceri. Spre deosebire de rasa larg răspândită de susținere guvernamentală de sus în jos, cum ar fi reducerea impozitelor, dezvoltarea eco industrială pune accentul pe succesele realizate pe plan local și pe locurile pentru îmbunătățiri. Ca urmare, aplicările intenționate ale planurilor de acțiune pot aduce o mare diferență prin optimizarea interacțiunii sistemelor de afaceri, comunitare și ecologice.

## Instrumente
Dezvoltarea ecologică include și utilizează patru instrumente conceptuale majore. Scopul acestor  abordări este să combine procesele aparent antitetice ale dezvoltării industriale și să susțină durabilitatea.
- Ecologia industrială se concentrează atât pe comportamentul industrial, cât și pe cel al consumatorului. Prin evaluarea fluxurilor de energie și materiale, abordarea determină influențele fluxurilor asupra mediului. La rândul său, ea explorează căi și mijloace de optimizare a întregului lanț de producție de la fluxul și utilizarea resurselor până la transformarea lor finală. În timpul acestor analize, influențele factorilor economici, politici, de reglementare și sociali sunt esențiale.
- Conceptul de simbioză industrială se bazează în principal pe cooperarea voluntară a diferitelor industrii. Prin conglomerarea întreprinderilor complementare și prin adaptarea lor la lanțurile de producție respective, prezența fiecăruia poate crește viabilitatea și rentabilitatea celorlalte. Prin urmare, simbiozii consideră deficitul de resurse și protecția mediului drept factori esențiali în dezvoltarea industriilor durabile și a profiturilor. Simbioza industrială de întâlnește des în parcurile ecologice industriale.
- Sistemele de management ale mediului includ o gamă largă de abordări de management de mediu diferite, pentru a asigura o îmbunătățire continuă a durabilității. În stadiile incipiente, companiile de monitorizare facilitează identificarea aspectelor de mediu dăunătoare. În continuare, obiectivele și țintele sunt stabilite în funcție de cerințele legale. În cele din urmă, instituirea unor audituri periodice și a altor sisteme de raportare, combinate cu obiective continue de urmărire, vor asigura o îmbunătățire constantă către o producție industrială mai ecologică.
- Conceptul Design pentru Mediu își are originea în disciplinele de inginerie, precum și din analiza ciclului de viață al produsului. Este o evaluare simplă, dar cuprinzătoare a impactului potențial al unui produs asupra mediului, începând de la energie și materiale utilizate pentru ambalare, transport, consum

## Vezi și
- Parc eco-industrial
- Creștere economică
- Economie verde
- Simbioză industrială
- Ecologie industrială